# Arenomydas caerulescens
Arenomydas caerulescens är en tvåvingeart som beskrevs av Hesse 1969. Arenomydas caerulescens ingår i släktet Arenomydas och familjen Mydidae. Inga underarter finns listade i Catalogue of Life.